# Lousã
Lousã és un municipi portuguès, situat al districte de Coïmbra, a la regió del Centre i a la subregió de Pinhal Interior Norte. L'any 2006 tenia 18.273 habitants. Limita al nord amb Vila Nova de Poiares, a l'est amb Góis, al sudeste amb Castanheira de Pêra, al sud amb Figueiró dos Vinhos i a l'oest amb Miranda do Corvo.

## Població
| Població del concelho de Lousã (1801 – 2004) | Població del concelho de Lousã (1801 – 2004) | Població del concelho de Lousã (1801 – 2004) | Població del concelho de Lousã (1801 – 2004) | Població del concelho de Lousã (1801 – 2004) | Població del concelho de Lousã (1801 – 2004) | Població del concelho de Lousã (1801 – 2004) | Població del concelho de Lousã (1801 – 2004) | Població del concelho de Lousã (1801 – 2004) |
| -------------------------------------------- | -------------------------------------------- | -------------------------------------------- | -------------------------------------------- | -------------------------------------------- | -------------------------------------------- | -------------------------------------------- | -------------------------------------------- | -------------------------------------------- |
| 1801                                         | 1849                                         | 1900                                         | 1930                                         | 1960                                         | 1981                                         | 1991                                         | 2001                                         | 2004                                         |
| 6574                                         | 10275                                        | 11685                                        | 12905                                        | 13900                                        | 13020                                        | 13447                                        | 15753                                        | 17252                                        |

## Freguesies
- Casal de Ermio
- Foz de Arouce
- Gândaras
- Lousã
- Serpins
- Vilarinho (Lousã)